# Clásica de San Sebastián 1986
La 6º edición de la Clásica de San Sebastián se disputó el 13 de agosto de 1986, por un circuito por Guipúzcoa con inicio y final en San Sebastián, sobre un trazado de 244 kilómetros. 
El ganador de la carrera fue el español Iñaki Gastón ('KAS), que se impuso a Marino Lejarreta (Seat-Orbea) en la llegada a San Sebastián. El también español Juan Fernández Martín (Zor-BH) completó el podio. 

## Clasificación final
| Posición | Ciclista               | Equipo     | Tiempo   |
| -------- | ---------------------- | ---------- | -------- |
| 1        | Iñaki Gastón           | KAS        | 5h53'43" |
| 2        | Marino Lejarreta       | Seat-Orbea | s.t.     |
| 3        | Juan Fernández Martín  | Zor-BH     | a 43"    |
| 4        | Federico Etxabe        | Teka       | s.t.     |
| 5        | Vicente Belda          | Kelme      | a 3'59"  |
| 6        | Acácio da Silva        | KAS        | s.t.     |
| 7        | Ludo Peeters           | Kwantum    | s.t.     |
| 8        | Carlos Hernández Bailo | Reynolds   | s.t.     |
| 9        | Jokin Mujika           | Seat-Orbea | s.t.     |
| 10       | Anselmo Fuerte         | Zor-BH     | s.t.     |